# Ricardo Alós
Ricardo Alós Bailach (Moncada, 11 de octubre de 1931-14 de enero de 2024) fue un futbolista español que jugaba como delantero. Fue el máximo goleador de la Primera División de España en la temporada 1957-58, cuando militaba en las filas del Valencia C. F.

## Trayectoria
Tras iniciar su carrera en equipos de su localidad, pasó al C. D. Mestalla, filial del Valencia C. F. En la temporada 1956-57 fue cedido al Real Gijón de la Segunda División. Ricardo contribuyó a conseguir el ascenso con cuarenta y seis goles, siendo el máximo goleador de la categoría. Ello le permitió regresar a Valencia en la siguiente campaña, donde siguió con su racha anotadora. 
Su debut en Primera División se produjo el 15 de septiembre de 1957, en un partido ante la U. D. Las Palmas en el que marcó dos tantos. En total, sumó diecinueve dianas a lo largo del campeonato y compartió, con Alfredo Di Stéfano y Manuel Badenes, el Trofeo Pichichi como máximo realizador de la Liga.
A pesar de su gran campaña, las siguientes temporadas tuvo un papel secundario en el equipo. En dos años sólo fue alineado en doce partidos de Liga en los que marcó cinco goles, por lo que en 1960 decidió abandonar el club para recalar en el Real Murcia C. F. de Segunda División. Terminó su carrera en Ontinyent C. F.

## Clubes
| Club              | País   | Año       |
| ----------------- | ------ | --------- |
| C. D. Mestalla    | España | 1951-1956 |
| Real Gijón        | España | 1956-1957 |
| Valencia C. F.    | España | 1957-1960 |
| Real Murcia C. F. | España | 1960-1963 |
| Onteniente C. F.  | España | 1963-1964 |

## Palmarés

### Distinciones individuales
| Distinción                         | Año  |
| ---------------------------------- | ---- |
| Trofeo Pichichi (Segunda División) | 1957 |
| Trofeo Pichichi (Primera División) | 1958 |